# 绿尖嘴蜂鸟
，是雨燕目蜂鸟科的一种鸟类。
绿尖嘴蜂鸟体重约8.2克，翼长约81.4毫米，嘴峰长约15.3毫米，喙宽度约1.7毫米，喙厚度约1.6毫米，跗蹠长约7.9毫米，尾长约57.2毫米。绿尖嘴蜂鸟在其分布区内为留鸟，其栖息在开放的草原环境中，食性为草食性，主要食物来源是植物的花蜜。

## 亚种
- ：分布于在秘鲁中部的安第斯山脉地区。
- ：分布于秘鲁东南部和玻利维亚西部的安第斯山脉东段。[4]